# Corinne Vezzoni
Corinne Vezzoni (nascida a 21 de março de 1964) é uma arquitecta francesa.
Ela nasceu em Arles e foi educada na École nationale supérieure d'architecture de Marseille. Vezzoni fundou a Agence Corinne Vezzoni & Associés em Marselha em 2000.
Vezzoni é instrutora de planeamento e desenvolvimento na Universidade de Provence. Ela também ensina na École polytechnique universitaire de Marseille.
Em 2015 foi premiada com o Prix Femmes Architectes. Vezzoni foi nomeada Chevalier na Ordre des Arts et des Lettres.

## Projectos seleccionados
Alguns projectos seleccionados:
- Arquivos na bibliothèque départementales Gaston Defferre
- Centro de conservação e recursos do Museu de Civilizações Europeias e Mediterrâneas
- Lycée Haute Qualité Environnementale em Vence
- La Fourragère - estação de metro em Marselha